# Superliga Suíça
A Superliga Suíça (Raiffeisen Super League, por patrocínio) é a divisão principal da liga de futebol da Suíça, conta também com clubes de Liechtenstein. É atualmente a 17ª liga no Ranking de coeficiente da UEFA, baseado nas campanhas dos clubes suíços dos torneios europeus.
Na temporada de 2021-22, tem o direito de indicar 1 clubes à Liga dos Campeões da Europa, estes entraram na 1ª rodada qualificatória (dentre quatro existentes, antes da fase de grupos). Também indica 2 clubes à Liga Conferência, o 2° e 3° colocados da liga nacional e o campeão da Copa da Suiça.

## Sistema de disputa
A Superliga Suíça declara como o seu campeão o time que consegue acumular a maior pontuação após um total de 36 partidas. Todas as 10 equipes se enfrentam 4 vezes, sendo duas partidas com o mando de jogo e outras duas como visitantes, fazendo um total de 18 jogos como mandantes e outros 18 jogos como visitantes.

## Clubes participantes

### Raiffeisen Super League (Primeira Divisão)
Última atualização: 4 de março de 2022

Os clubes que competem na temporada 21/22 são:
| Equipe         | Fundação   | Cidade   | Estádio                  | Capacidade |
| -------------- | ---------- | -------- | ------------------------ | ---------- |
| FC Basel       | 15/11/1893 | Basileia | St. Jakob-Park           | 37.994     |
| Servette       | 20/03/1890 | Geneva   | Estádio de Genebra       | 30.084     |
| FC Lugano      | 28/07/1908 | Lugano   | Stadio Cornaredo         | 6.390      |
| FC Luzern      | 12/08/1901 | Lucerna  | Swissporarena            | 16.490     |
| FC Sion        | 01/07/1909 | Sião     | Stade Tourbillon         | 14.283     |
| FC St. Gallen  | 19/04/1879 | São Galo | Kybunpark                | 19.456     |
| Grasshopper*   | 01/09/1886 | Zurique  | Letzigrund               | 26.104     |
| Lausanne-Sport | 1896       | Lausana  | Stade Olympique          | 15 850     |
| BSC Young Boys | 14/03/1898 | Berna    | Stade de Suisse/Wankdorf | 31.789     |
| FC Zürich      | 28/08/1896 | Zurique  | Letzigrund               | 26.104     |

*Equipe promovida da Challenge League 20/21

### Brack.ch Challenge League (Segunda Divisão)
A temporada 2017/2018 da segunda divisão do futebol suíço terá a participação das seguintes equipes:
| Equipe             | Fundação   | Cidade          | Estádio                        | Capacidade |
| ------------------ | ---------- | --------------- | ------------------------------ | ---------- |
| FC Aarau           | 26/05/1902 | Aarau           | Brügglifeld                    | 8.000      |
| FC Chiasso         | 16/10/1905 | Chiasso         | Riva IV                        | 5.000      |
| FC Lausanne-Sport* | 01/09/1896 | Lausana         | Stade Olympique de la Pontaise | 8.500      |
| FC Rapperswil-Jona | 19/08/1928 | Rapperswil-Jona | Gründfeld                      | 2.700      |
| FC Schaffhausen    | 01/07/1896 | Schaffhausen    | Lipo Park                      | 8.085      |
| Servette FC        | 20/03/1890 | Genebra         | Stade de Genève                | 28.833     |
| FC Vaduz           | 14/02/1932 | Vaduz           | Rheinpark Stadion              | 7.564      |
| FC Wil 1900        | 1900       | Wil             | IGP Arena                      | 6.010      |
| FC Winterthur      | 01/07/1896 | Winterthur      | Schützenwiese                  | 9.450      |
| SC Kriens**        | 1944       | Kriens          | Stadion Kleinfeld              | 5.360      |

*Equipe rebaixada da Super League 17/18 

**Equipe promovida da Challenge League 17/18

## Campeões
Última atualização: 28 de outubro de 2022

| Temporada | Campeão        | Vice        | Terceiro colocado | Artilheiros                                          | Artilheiros   | Artilheiros |
| Temporada | Campeão        | Vice        | Terceiro colocado | Jogador (Clube)                                      | Nacionalidade | Gols        |
| --------- | -------------- | ----------- | ----------------- | ---------------------------------------------------- | ------------- | ----------- |
| 2003-04   | Basel (1)      | Young Boys  | Servette          | Stéphane Chapuisat (Young Boys)                      | SUI           | 23          |
| 2004-05   | Basel (2)      | Thun        | Grasshopper       | Christian Giménez (Basel)                            | ARG           | 27          |
| 2005–06   | Zürich (1)     | Basel       | Young Boys        | Alhassane Keita (Zürich)                             | GUI           | 20          |
| 2006–07   | Zürich (2)     | Basel       | Sion              | Mladen Petrić (Basel)                                | CRO           | 19          |
| 2007–08   | Basel (3)      | Young Boys  | Zürich            | Hakan Yakin (Young Boys)                             | SUI           | 24          |
| 2008–09   | Zürich (3)     | Young Boys  | Basel             | Seydou Doumbia (Young Boys)                          | CIV           | 20          |
| 2009–10   | Basel (4)      | Young Boys  | Grasshopper       | Seydou Doumbia (Young Boys)                          | CIV           | 30          |
| 2010–11   | Basel (5)      | Zürich      | Young Boys        | Alexander Frei (Basel)                               | SUI           | 27          |
| 2011–12   | Basel (6)      | Luzern      | Young Boys        | Alexander Frei (Basel)                               | SUI           | 23          |
| 2012–13   | Basel (7)      | Grasshopper | St. Gallen        | Ezequiel Scarione (St. Gallen)                       | ARG           | 21          |
| 2013–14   | Basel (8)      | Grasshopper | Young Boys        | Shkëlzen Gashi (Grasshopper)                         | ALB           | 19          |
| 2014–15   | Basel (9)      | Young Boys  | Zürich            | Shkëlzen Gashi (Basel)                               | ALB           | 22          |
| 2015–16   | Basel (10)     | Young Boys  | Sion              | Moanes Dabour (Grasshopper)                          | ISR           | 19          |
| 2016–17   | Basel (11)     | Young Boys  | Lugano            | Seydou Doumbia (Young Boys)                          | CIV           | 20          |
| 2017–18   | Young Boys (1) | Basel       | Luzern            | Albian Ajeti (Basel)                                 | SUI           | 17          |
| 2018–19   | Young Boys (2) | Basel       | Lugano            | Guillaume Hoarau (Young Boys)                        | FRA           | 24          |
| 2019–20   | Young Boys (3) | St. Gallen  | Basel             | Jean-Pierre Nsame (Young Boys)                       | CMR           | 32          |
| 2020–21   | Young Boys (4) | Basel       | Servette          | Jean-Pierre Nsame (Young Boys) Arthur Cabral (Basel) | CMR BRA       | 18          |
| 2021–22   | Zürich (4)     | Basel       | Young Boys        | Jordan Pefok (Young Boys)                            | USA           | 20          |
| 2022–23   | Young Boys (5) | Servette    | Lugano            | Jean-Pierre Nsame                                    | CMR           | 21          |
| 2023–24   | Young Boys (6) | Lugano      | Servette          | Kevin Omoruyi (Yverdon) Zan Celar (Lugano)           | ESP ESL       | 14          |
| 2024–25   | Basel (12)     | Servette    | Young Boys        | Xherdan (Basel)                                      | SUI           | 18          |

### Campeões
| Títulos | Clube                      |
| ------- | -------------------------- |
| 28      | Grasshopper                |
| 20      | FC Basel                   |
| 17      | Servette FC                |
| 17      | BSC Young Boys             |
| 13      | FC Zürich                  |
| 7       | FC Lausanne-Sport          |
| 3       | FC La Chaux-de-Fonds       |
| 3       | FC Lugano                  |
| 3       | FC Winterthur              |
| 3       | FC Aarau                   |
| 2       | Neuchâtel Xamax            |
| 2       | FC St. Gallen              |
| 2       | FC Sion                    |
| 1       | Anglo-American Club Zürich |
| 1       | FC Biel-Bienne             |
| 1       | FC Luzern                  |
| 1       | SC Brühl                   |
| 1       | FC Étoile-Sporting         |
| 1       | AC Bellinzona              |